# Mount Irving
Mount Irving, früher Mount Bowles nach dem nahegelegenen Kap Bowles ist mit 1950 m oder 1924 m Höhe über dem Meer der höchste Berg im Archipel der Südlichen Shetlandinseln in der Antarktis. Er liegt im südlichen Teil der Clarence Island, einer Insel im äußersten Nordosten der Inselgruppe. Benannt ist die Erhebung nach Edmund George Irving (1910–1990), einem Hydrographen der Royal Navy.
Die erste Besteigung gelang einer britischen Expedition unter der Führung von Malcolm Burley am 6. Dezember 1970.